# Smoky Hills
Die Smoky Hills sind eine Hügellandschaft in den zentralen Great Plains der Vereinigten Staaten. Sie befinden sich im Mittleren Westen  und umfassen das nördliche Zentral-Kansas und einen kleinen Teil des südlichen Zentral-Nebraska.
Die Hügel sind eine zerklüftete Ebene, die von Hochgras- und Mischgras-Prärie bedeckt ist. Die Smoky Hills wurden in der Kreidezeit durch Sedimentablagerungen gebildet und bestehen aus Kreide, Kalkstein und Sandsteinfelsen.

## Geographie
Die Hügel nehmen fast den gesamten Norden von Zentral-Kansas ein und werden im Westen von den High Plains, im Nordosten von den Dissected Till Plains, im Osten von den Flint Hills und im Süden von dem Tiefland des Arkansas River begrenzt. Die Region erstreckt sich bis in das südlich-zentrale Nebraska, wo sie im Norden vom Rainwater Basin begrenzt wird.

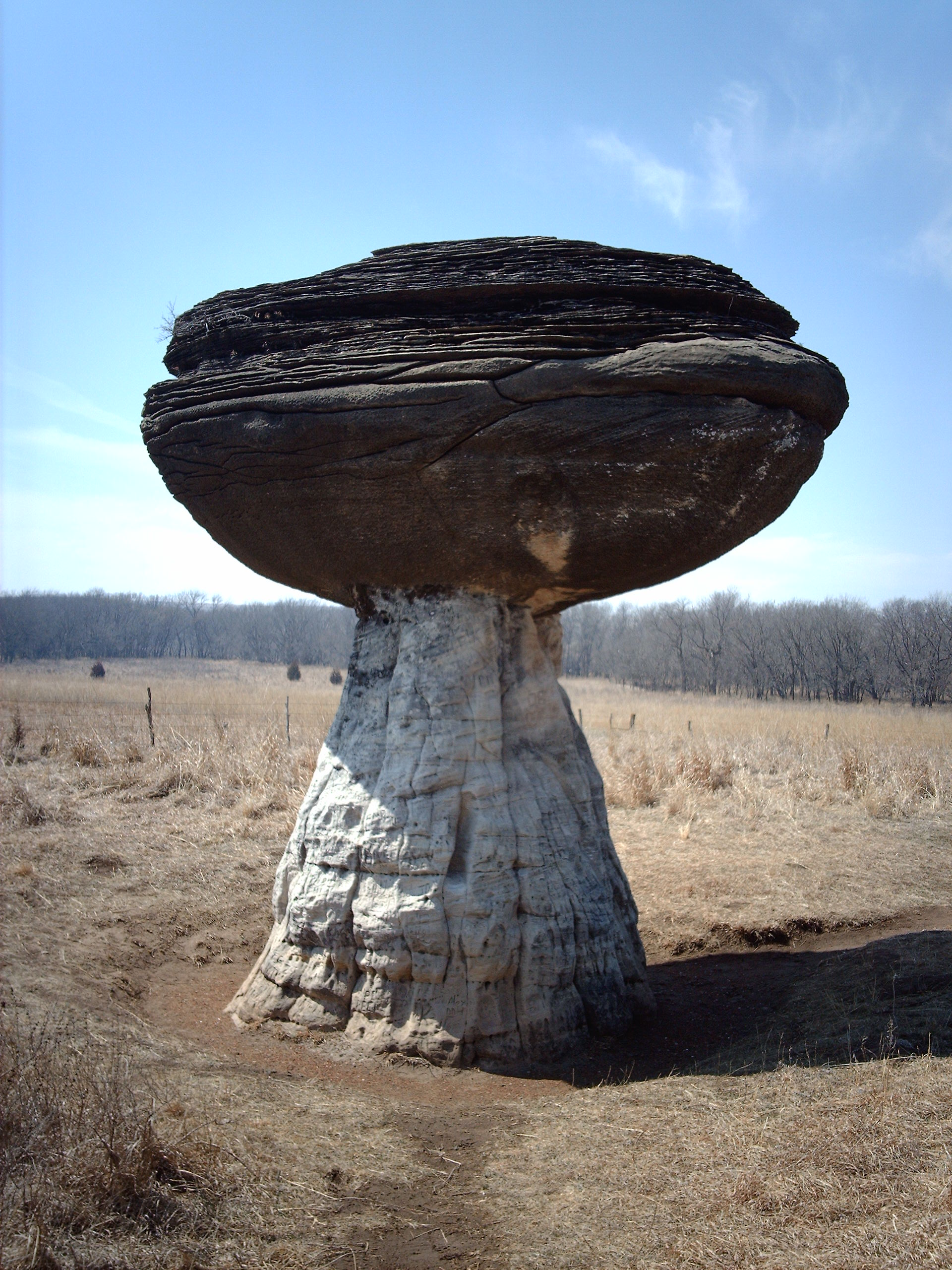
Im Mushroom Rock State Park

Sie bestehen aus drei Hügelgürteln, die alle von Südwesten nach Nordosten verlaufen und den zugrunde liegenden geologischen Formationen entsprechen. Die Smoky Hills selbst bilden den östlichsten Gürtel; die beiden westlichen Gürtel sind als Blue Hills bekannt. Die Hügel des westlichsten Gürtels sind auch als Chalk Bluffs bekannt. Der Abhang der Blue Hills bildet die Grenze zu den High Plains im Westen.
Der Republican River, der Saline River, der Solomon River und der Smoky Hill River fließen alle in östlicher Richtung durch die Smoky Hills von ihren Quellen in den High Plains. Ab den 1940er Jahren stauten das U.S. Army Corps of Engineers und das Bureau of Reclamation diese Flüsse an einigen Stellen in den Smoky Hills zum Hochwasserschutz und zur Bewässerung auf und schufen mehrere Stauseen. Dazu gehören das Cedar Bluff Reservoir, der Kanopolis Lake, das Kirwin Reservoir, der Waconda Lake, das Webster Reservoir und der Wilson Lake.
Die Erhebungen in den Smoky Hills reichen von etwa 370 m (1200 Fuß) im Flusstal bei Salina bis 730 m (2400 Fuß) am westlichen Rand der Region. Das Land wird hauptsächlich als Ackerland und Weideland genutzt. Die Region ist dünn besiedelt mit zahlreichen Gemeinden unterschiedlicher Größe, aber ohne große Städte. Die beiden größten Gemeinden in der Region sind Salina und Hays. Es herrscht Kreide-, Sand- und Kalkstein vor, welcher durch Erosion an einigen Stellen teils auffällige Formen entwickelt hat, etwa im Mushroom Rock State Park.